# جيوفري كاس
جيوفري كاس (بالإنجليزية: Geoffrey Cass)‏ هو مسير أعمال بريطاني، ولد في 11 أغسطس 1932.